# Setaria hunzikeri
Setaria hunzikeri là một loài thực vật có hoa trong họ Hòa thảo. Loài này được Anton miêu tả khoa học đầu tiên năm 1984.